# Old Dominion 400 1956
Old Dominion 400 1956 var ett stockcarlopp ingående i Nascar Grand National Series (nuvarande Nascar Cup Series) som kördes 28 oktober 1956 på den 0,5 mile (804,672 meter) långa ovalbanan Martinsville Speedway i Ridgeway i Virginia. Totalt avverkades 200 miles (321,868 km) fördelat på 400 varv. Banunderlaget var asfalt på rakorna och betong i kurvorna. Loppet vanns av Jack Smith i en Dodge på tiden 3:16.17 körande för Carl Kiekhaefer. Smiths snitthastighet var 61,136 mph. Prispotten uppgick till 11 739 dollar, varav 2 264 dollar gick till segraren.

## Resultat
| Plc     | Nr  | Förare           | Team/ bilägare       | Konstruktör | Start | Varv | Ledda varv |
| ------- | --- | ---------------- | -------------------- | ----------- | ----- | ---- | ---------- |
| 1       | 502 | Jack Smith       | Carl Kiekhaefer      | Dodge       | 23    | 400  | 185        |
| 2       | 98  | Marvin Panch     | Tom Harbison         | Ford        | 21    | 400  | 16         |
| 3       | 97  | Bill Amick       | DePaolo Engineering  | Ford        | 5     | 400  | 9          |
| 4       | 300 | Speedy Thompson  | Carl Kiekhaefer      | Chrysler    | 3     | 396  | 75         |
| 5       | 22  | Fireball Roberts | DePaolo Engineering  | Ford        | 19    | 394  | 12         |
| 6       | 72  | Joe Weatherly    | DePaolo Engineering  | Ford        | 12    | 394  | 0          |
| 7       | 00  | Buck Baker       | Carl Kiekhaefer      | Chrysler    | 1     | 394  | 0          |
| 8       | 35  | Bunk Moore       | Fred Frazier         | Ford        | 37    | 394  | 0          |
| 9       | 50  | Frank Mundy      | Carl Kiekhaefer      | Dodge       | 29    | 393  | 0          |
| 10      | 34  | Gwyn Staley      | Julian Petty         | Chevrolet   | 16    | 389  | 0          |
| 11      | 33  | Jimmy Massey     | Julian Petty         | Chevrolet   | 20    | 389  | 0          |
| 12      | 3   | Paul Goldsmith   | Smokey Yunick Racing | Chevrolet   | 31    | 384  | 0          |
| 13      | 4   | Billy Myers      | Smokey Yunick Racing | Mercury     | 15    | 383  | 0          |
| 14      | 64  | Johnny Allen     | Spook Crawford       | Plymouth    | 13    | 383  | 0          |
| 15      | 49  | Bob Welborn      | Bob Welborn          | Chevrolet   | 14    | 378  | 0          |
| 16      | 86  | Don Oldenberg    | Don Oldenberg        | Buick       | 8     | 371  | 0          |
| 17      | 71  | Bill Poor        | Bill Poor            | Chevrolet   | 30    | 364  | 0          |
| 18      | 99  | Bun Emery        | i.u.                 | Ford        | 40    | 364  | 0          |
| 19      | 7   | Larry Odo        | Larry Odo            | Chevrolet   | 18    | 361  | 0          |
| 20      | 16  | Tiny Lund        | Gus Holzmueller      | Chevrolet   | 39    | 357  | 0          |
| 21      | 42  | Lee Petty        | Petty Enterprises    | Dodge       | 7     | 356  | 0          |
| 22      | 14  | Bobby Keck       | Bobby Keck           | Chevrolet   | 34    | 352  | 0          |
| 23      | 23  | Norman Schihl    | Norman Schihl        | Ford        | 38    | 349  | 0          |
| 24      | 44  | Art Binkley      | Art Binkley          | Plymouth    | 36    | 349  | 0          |
| 25      | 83  | Johnny Dodson    | Johnny Dodson        | Chevrolet   | 27    | 343  | 0          |
| 26      | 41  | Billy Rafter     | Billy Rafter         | Dodge       | 32    | 334  | 0          |
| 27      | 31  | Bill Champion    | John Whitford        | Ford        | 35    | 299  | 0          |
| 28      | 26  | Curtis Turner    | DePaolo Engineering  | Ford        | 4     | 299  | 0          |
| 29      | 95  | Bob Duell        | Julian Buesink       | Ford        | 9     | 245  | 0          |
| 30      | 12  | Ralph Moody      | DePaolo Engineering  | Ford        | 11    | 183  | 0          |
| 31      | 75  | Jim Paschal      | Frank Hayworth       | Mercury     | 33    | 163  | 0          |
| 32      | X   | Rex White        | Max Welborn          | Ford        | 17    | 143  | 0          |
| 33      | 21  | Glen Wood        | Wood Brothers Racing | Ford        | 6     | 110  | 0          |
| 34      | 15  | Tom Pistone      | Tom Pistone Racing   | Chevrolet   | 24    | 106  | 0          |
| 35      | 82  | Joe Eubanks      | James Satcher        | Ford        | 2     | 103  | 103        |
| 36      | 29  | Billy Carden     | DePaolo Engineering  | Ford        | 25    | 87   | 0          |
| 37      | 55  | Mel Larson       | Larson Racing        | Ford        | 28    | 77   | 0          |
| 38      | 76  | Larry Frank      | Lonnie Fish          | Chevrolet   | 26    | 77   | 0          |
| 39      | 2   | Bill Lutz        | i.u.                 | Ford        | 10    | 63   | 0          |
| 40      | 48  | Jimmie Lewallen  | Bob Welborn          | Ford        | 22    | 11   | 0          |
| Källor: |     |                  |                      |             |       |      |            |